# Hellshire Beach
Hellshire Beach är en strand i Jamaica.   Den ligger i parishen Parish of Saint Catherine, i den sydöstra delen av landet, 15 km sydväst om huvudstaden Kingston. Hellshire Beach ligger på ön Jamaica.